# Campionato di calcio della Repubblica Socialista Sovietica d'Estonia 1981
Il Campionato di calcio della Repubblica Socialista Sovietica d'Estonia 1981 era la massima divisione del campionato estone ed era un campionato regionale sovietico. La vittoria finale andò al Dünamo Tallinn che vinse il nono titolo della sua storia.

## Formula
Era formato da dodici squadre: ogni formazione si incontrava le altre in gironi di andata e ritorno, per un totale di 22 incontri. Erano previsti due punti per la vittoria e uno per il pareggio. 

## Classifica finale
|    | Classifica finale          | G  | V  | N | P  | GF | GS | Dif | Pt |
| -- | -------------------------- | -- | -- | - | -- | -- | -- | --- | -- |
| 1  | Dünamo Tallinn             | 22 | 15 | 6 | 1  | 51 | 17 | +34 | 36 |
| 2  | Kalakombinaat Pärnu        | 22 | 14 | 4 | 4  | 47 | 26 | +21 | 32 |
| 3  | Baltika Narva              | 22 | 12 | 6 | 7  | 43 | 24 | +19 | 30 |
| 4  | Estonia Jõhvi Kohtla-Järve | 22 | 12 | 5 | 5  | 31 | 25 | +6  | 29 |
| 5  | Tempo Tallinn              | 22 | 9  | 5 | 8  | 28 | 31 | -3  | 23 |
| 6  | Dvigatel Tallinn           | 22 | 8  | 7 | 7  | 36 | 30 | +6  | 23 |
| 7  | TPI Tallinn                | 22 | 6  | 7 | 9  | 38 | 31 | +7  | 19 |
| 8  | Norma Tallinn              | 22 | 6  | 6 | 10 | 30 | 29 | +1  | 18 |
| 9  | VFK Viljandi               | 22 | 6  | 5 | 11 | 21 | 45 | -24 | 17 |
| 10 | Kalev Sillamäe             | 22 | 5  | 6 | 11 | 22 | 28 | -6  | 16 |
| 11 | Energia Narva              | 22 | 5  | 2 | 15 | 25 | 50 | -25 | 12 |
| 12 | Autobussipark Tallinn      | 22 | 3  | 3 | 16 | 28 | 64 | -36 | 9  |

G = Partite giocate; V = Vittorie; N = Nulle/Pareggi; P = Perse; GF = Goal fatti; GS = Goal subiti; Dif = differenza reti; 